# بلگراد (میزوری)
بلگراد (به انگلیسی: Belgrade) یک منطقهٔ مسکونی در ایالات متحده آمریکا است که در شهرستان واشینگتن، میزوری واقع شده‌است. بلگراد ۲۰۰ نفر جمعیت دارد.